# Will Davis (Musiker)
William E. „Will“ Davis (* 17. Februar 1926 in Chicago; † 24. März 1984 in Detroit) war ein US-amerikanischer Jazzpianist.

## Leben und Wirken
Davis wuchs in Chicago auf; sein Vater war Klarinettist. Er hatte zunächst Privatunterricht in Virginia und besuchte das Detroit Conservatory. Zunächst spielte er in Snookum Russells Territory Band und mit Paul Bascomb, bevor er 1946 Mitglied der Band von  Howard McGhee wurde. Er arbeitete außerdem in Detroit mit Milt Jackson, Sonny Stitts Lord Nelson and his Boppers (1948) und mit Wardell Gray. Als Hauspianist der Crystal Bar begleitete er gastierende Musiker wie Coleman Hawkins, Lester Young und 1953 Charlie Parker mit Miles Davis. In den 1950er-Jahren zog Davis nach New York City, wo er im Kenny Burrell Quartett spielte, mit dem 1964 Plattenaufnahmen entstanden. 1959 nahm er in Triobesetzung unter eigenem Namen für das kleine Label Sue Records auf. Im März 1960 spielte er mit Joe Henderson, Yusef Lateef, James Moody und Sonny Stitt in Detroit. Im Bereich des Jazz war er zwischen 1948 und 1964 an fünf Aufnahmesessions beteiligt.

## Diskographische Hinweise
- Howard McGhee: The Howard McGhee Sextet with Milt Jackson, mit  Jimmy Heath, Milt Jackson, Will Davis, Percy Heath, Joe Harris (Savoy MG 12026, 1948)[3]
- Milt Jackson/Sonny Stitt: In the Beginning, mit Willie Wells, Jimmy Glover, Dave Heard (Galaxy GXY 204, 1948)[3]
- Have Mood, Will Call . . . . mit Will Davis, William Austin (b), Oliver Jackson (Sue Records LP 1011 1959)
- Kenny Burrell: Soul Call mit Martin Rivera, Bill English, Ray Barretto (Prestige 1964)[4]

## Lexikalischer Eintrag
- Leonard Feather, Ira Gitler: The Biographical Encyclopedia of Jazz. Oxford University Press, New York 1999, ISBN 0-19-532000-X.
- Justine Wylie: Detroit's Near Eastsiders: a journey of excellence against the odds, 1920's--1960's. Detroit, Black Writer's Guild 2008